# Odtwarzanie
Odtwarzanie – proces, polegający na wydobywaniu informacji z pamięci. W potocznym języku zwykle jest używany zamiennie z terminem przypominanie. W psychologii poznawczej przypominanie ma jednak znaczenie szersze i prócz odtwarzania dotyczy także procesów rozpoznawania i identyfikacji.
Odtwarzanie jest procesem wydobywania danych z pamięci. Nie polega on na prostym i dokładnym reprodukowaniu danych pamięciowych; podobny jest raczej do rekonstruowania niż dokładnego odzwierciedlania zapamiętanych informacji. Dotyczy to zwłaszcza danych zmagazynowanych w pamięci semantycznej.
Podczas zapamiętywania informacji kodowane są jedynie najważniejsze dane. Te magazynowane są w pamięci. W trakcie odtwarzania owe dane uzupełniane są innymi. W efekcie odtwarzanie przypomina proces rekonstruowania śladów pamięciowych, podczas którego wykorzystywane są dostępne, zmagazynowane w pamięci długotrwałej informacje. Informacje te uzupełniane są przez inne dane, oraz informacje, które „pasują” do przypominanych informacji (pamięć generatywna). Odtwarzanie jest więc zwykle niedokładne i zniekształcone (dotyczy to stosunkowo w najmniejszym stopniu odtwarzania informacji o konkretnych zdarzeniach, zakodowanych w pamięci epizodycznej). Każdy akt odtwarzania informacji z pamięci wpływa także na zmienienie zmagazynowanych śladów pamięciowych.